# Кшемениця (Мелецький повіт)
Кшемениця (пол. Krzemienica) — село в Польщі, у гміні Ґавлушовиці Мелецького повіту Підкарпатського воєводства.
Населення — 414 осіб (2011).
У 1975-1998 роках село належало до Ряшівського воєводства.

## Демографія
Демографічна структура станом на 31 березня 2011 року:
|          | Загалом | Допрацездатний вік | Працездатний вік | Постпрацездатний вік |
| -------- | ------- | ------------------ | ---------------- | -------------------- |
| Чоловіки | 198     | 26                 | 151              | 21                   |
| Жінки    | 216     | 50                 | 118              | 48                   |
| Разом    | 414     | 76                 | 269              | 69                   |